# Curcuma bakeriana
Curcuma bakeriana är en enhjärtbladig växtart som beskrevs av William Botting Hemsley. Curcuma bakeriana ingår i släktet Curcuma och familjen Zingiberaceae. Inga underarter finns listade i Catalogue of Life.